# 沃爾斯利汽車

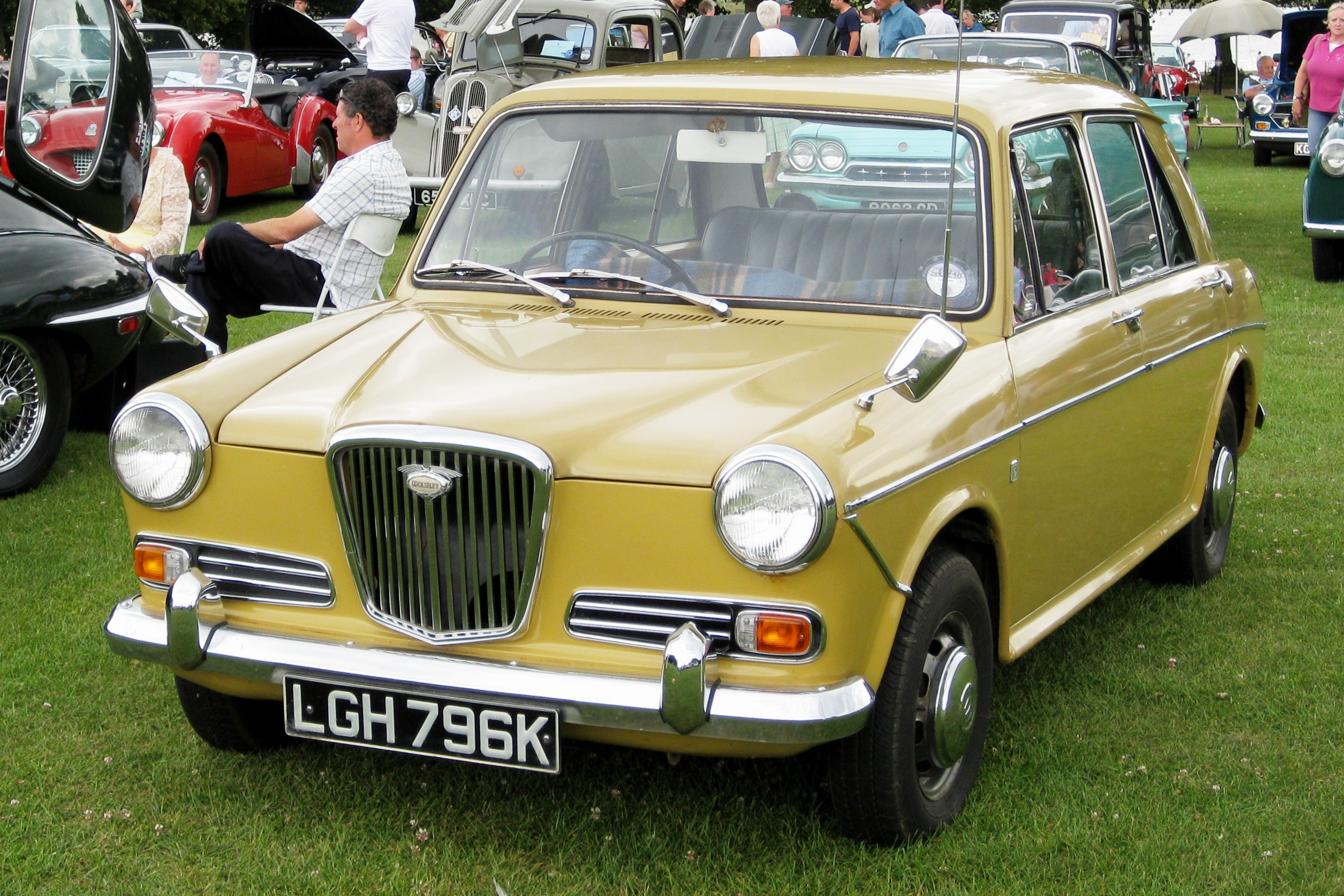
一个于1973年生产的沃尔斯利汽车

沃爾斯利汽車（Wolseley Motors Limited）是英國的一家汽車公司，創建於1901年。在愛德華時代，沃爾斯利汽車是英國最大的汽車公司。1921年，沃爾斯利汽車的年產量達1.2萬輛。然而由於擴張過快，沃爾斯利汽車在1927年被收購，後被併入莫里斯汽車。 

## 外部連結
- Wolseley Super-Six brochure 1935 from the Bodleian Library